# Механизация строительства (журнал)
«Механизация строительства» — российский ежемесячный научно-технический и производственный журнал, выпускаемый издательским домом «Библио-Глобус». Публикуются статьи по вопросам механизации и автоматизации строительных работ, обсуждаются новые технологии, перспективное оборудование российского и зарубежного производства.
Журнал издается с 1939 года. Журнал включен в перечень ведущих рецензируемых научных журналов и изданий, в которых должны быть опубликованы основные научные результаты диссертаций на соискание ученых степеней доктора и кандидата наук по техническим наукам.
Главный редактор журнала — Салтыкова Е. Ю., заместитель главного редактора — Мешков В. М., академик РАПК (Российская академия проблем качества), председатель редакционного совета — Примак Л. В., д-р техн. наук, профессор.